# Interstate 69E
Pour les articles homonymes, voir Interstate 69 (homonymie).
L'Interstate 69E (I-69E) est une autoroute sud–nord dans le Sud du Texas. Lorsqu'elle sera achevée, l'autoroute débutera à Brownsville et se dirigera au nord-est pour se terminer près de Victoria alors que l'I-69W et l'I-69E se rejoindront pour former l'I-69 vers Houston. Pour l'entièreté de son trajet, l'I-69E forme un multiplex avec la US 77. La route existe en deux segments; un premier segment de 56,894 miles (91,562 km) depuis le terminus sud à Brownsville jusqu'à la limite des comtés de Willacy et de Kenedy ainsi qu'un plus court segment de 24,106 miles (38,795 km) au sud de Corpus Christi.

## Liste des sorties
| Interstate 69E                                             |                         |        |        |                               | | |
| Comté                                                      | Municipalité            | mi     | km     | Sortie                        | Intersections / Destinations                                                                         | Notes |
| Cameron                                                    | Brownsville             | 0,00   | 0,00   |                               | Vers le Veterans International Bridge                                                                | Terminus sud du multiplex avec US 77 / US 83                                                             |
| Cameron                                                    | Brownsville             | 0,00   | 0,00   | Point d'entrée de Brownsville | | |
| Cameron                                                    | Brownsville             | 0,21   | 0,34   |                               | University Boulevard / East Avenue                                                                   | Intersection à niveau                                                                                    |
| Cameron                                                    | Brownsville             | 0,21   | 0,34   | Terminus sud de l'autoroute   | | |
| Cameron                                                    | Brownsville             | 0,32   | 0,52   | 0                             | Polk Street                                                                                          | Sortie direction sud seulement                                                                           |
| Cameron                                                    | Brownsville             | 0,61   | 0,98   | 1A                            | SH 4 (en) (International Boulevard) – Aéroport de Brownsville / Gateway International Bridge         | |
| Cameron                                                    | Brownsville             | 1,73   | 2,78   | 1B                            | 12th Street / 14th Street                                                                            | Sortie direction sud, entrée direction nord                                                              |
| Cameron                                                    | Brownsville             | 2,32   | 3,74   | 1C                            | 6th Street                                                                                           | Sortie direction sud, entrée direction nord                                                              |
| Cameron                                                    | Brownsville             | 1,99   | 3,20   | 2                             | SH 48 (en) (Boca Chica Boulevard) – Aéroport de Brownsville / Gateway International Bridge           | |
| Cameron                                                    | Brownsville             | 2,59   | 4,18   | 3                             | Price Road / Old Alice Road                                                                          | |
| Cameron                                                    | Brownsville             | 3,60   | 5,79   | 4                             | US 77 Bus. sud / FM 802 (en) (Ruben M. Torres Sr. Boulevard)                                         | |
| Cameron                                                    | Brownsville             | 4,45   | 7,16   | 5                             | Pablo Kisel Boulevard / Morrison Road                                                                | |
| Cameron                                                    | Brownsville             | 5,85   | 9,42   | 6                             | FM 3248 (en) (Alton Gloor Boulevard)                                                                 | |
| Cameron                                                    | Brownsville             | 7,19   | 11,58  | 7                             | Stillman Road / Old Alice Road                                                                       | |
| Cameron                                                    | Brownsville             | 8,23   | 13,25  | 8                             | Merryman Road                                                                                        | |
| Cameron                                                    | Brownsville             | 9,08   | 14,62  | 9                             | FM 1732 (en) – Olmito                                                                                | |
| Cameron                                                    | Brownsville             | 9,96   | 16,03  | 10A                           | SH 550 (en) vers FM 511 (en) – Port de Brownsville                                                   | |
| Cameron                                                    | Brownsville             | 10,73  | 17,26  | 10B                           | I-169 sud / SH 550 Toll (en) est – Port de Brownsville                                               | Sortie direction sud, entrée direction nord                                                              |
| Cameron                                                    | Brownsville             | 11,18  | 17,99  | 11                            | FM 803 (en) – Rancho Viejo                                                                           | |
| Cameron                                                    | Brownsville             | 12,50  | 20,12  | 12                            | Carmen Avenue                                                                                        | |
| Cameron                                                    | Brownsville             | 13,53  | 21,77  | 13                            | Roberta Road                                                                                         | |
| Cameron                                                    | Brownsville             | 14,63  | 23,54  | 14                            | SH 100 (en) / FM 1421 (en) – South Padre Island                                                      | |
| Cameron                                                    | Brownsville             | 15,76  | 25,37  | 16                            | Frontage Road                                                                                        | |
| Cameron                                                    | Brownsville             | 16,40  | 26,39  | Aire de stationnement         | Aire de stationnement                                                                                | Aire de stationnement                                                                                    |
| Cameron                                                    |                         | 16,40  | 26,39  | 17                            | US 77 Bus. nord / FM 732 (en) – San Benito                                                           | Sortie direction nord, entrée direction sud                                                              |
| Cameron                                                    | San Benito              | 17,95  | 28,89  | 18                            | FM 510 (en) / FM 732 (en) – San Benito                                                               | |
| Cameron                                                    | San Benito              | 18,96  | 30,52  | 19A                           | McCulloch Street                                                                                     | Pas de sortie directe en direction sud (via sortie 19B)                                                  |
| Cameron                                                    | San Benito              | 19,53  | 31,43  | 19B                           | SH 345 (en) (Sam Houston Boulevard nord) / FM 2520 (en) (Sam Houston Boulevard sud) / Ratliff Street | Ratliff Street indiqué à la sortie 21 en direction sud                                                   |
| Cameron                                                    | San Benito              | 20,51  | 33,01  | 21                            | Spur 486 (en) (Williams Road) / Ratliff Street                                                       | |
| Cameron                                                    | San Benito              | 21,97  | 35,36  | 22                            | FM 509 (en) (Paso Real Highway)                                                                      | |
| Cameron                                                    | Harlingen               | 22,89  | 36,83  | 23A                           | Loop 499 (en) est (Ed Carey Drive) / FM 801 (en) ouest – Aéroport Valley International               | |
| Cameron                                                    | Harlingen               | 24,19  | 38,94  | 23B                           | New Hampshire Street                                                                                 | Pas de sortie directe direction nord (via sortie 23A)                                                    |
| Cameron                                                    | Harlingen               | 24,19  | 38,94  | 24                            | FM 1479 (en) (Rangerville Road) / F Street                                                           | |
| Cameron                                                    | Harlingen               | 25,20  | 40,60  | 25                            | M Street                                                                                             | Sortie direction nord, entrée direction sud                                                              |
| Cameron                                                    | Harlingen               | 25,76  | 41,45  | 26A                           | Lincoln Avenue                                                                                       | Sortie direction nord, entrée direction sud                                                              |
| Cameron                                                    | Harlingen               | 26,18  | 42,13  | 26B                           | I-2 ouest / US 83 ouest – McAllen                                                                    | Terminus nord du multiplex avec US 83                                                                    |
| Cameron                                                    | Harlingen               | 26,35  | 42,40  | 26C                           | US 83 Bus. ouest (Harrison Avenue) / Tyler Avenue – Centre-ville d'Harlingen                         | |
| Cameron                                                    | Harlingen               | 27,44  | 44,16  | 27                            | Spur 54 (en) ouest / Fairpark Boulevard est US 83 Bus. fin                                           | Pas de sortie directe direction nord (via sortie 26C)                                                    |
| Cameron                                                    | Harlingen               | 27,75  | 44,67  | 28                            | FM 2994 (en) (Wilson Road)                                                                           | |
| Cameron                                                    | Limite Harlingen–Combes | 28,98  | 46,64  | 29A                           | US 77 Bus. / Loop 499 (en) (Primera Road)                                                            | Indiqué sortie 29 en direction sud                                                                       |
| Cameron                                                    | Limite Harlingen–Combes | 29,56  | 47,58  | 29B                           | US 77 Bus. nord                                                                                      | Sortie direction nord seulement                                                                          |
| Cameron                                                    | Combes                  | 30,39  | 48,91  | 30                            | SH 107 (en) / FM 508 (en) – Santa Rosa, Rio Hondo                                                    | |
| Cameron                                                    |                         | 32,34  | 52,04  | 32                            | US 77 Bus. sud                                                                                       | |
| Cameron                                                    |                         | 34,45  | 55,44  | 34                            | Orphanage Road / V Road                                                                              | |
| Cameron                                                    |                         | 36,73  | 59,11  | 36                            | US 77 Bus. nord – Sebastian                                                                          | |
| Willacy                                                    | Sebastian               | 38,03  | 61,21  | 38                            | Spur 413 (en) ouest / FM 2629 (en) est                                                               | |
| Willacy                                                    | Sebastian               | 39,01  | 62,78  | 39                            | FM 1018 (en)                                                                                         | |
| Willacy                                                    |                         | 41,86  | 67,37  | 42A                           | FM 498 (en) (Parker Road)                                                                            | Pas de sortie directe direction sud (via sortie 42B)                                                     |
| Willacy                                                    | Lyford                  | 42,56  | 68,49  | 42B                           | Spur 112 (en) (Broadway Street)                                                                      | |
| Willacy                                                    |                         | 44,15  | 71,05  | 44                            | Spur 56 (en)                                                                                         | |
| Willacy                                                    |                         | 45,62  | 73,41  | 45                            | FM 490 (en)                                                                                          | |
| Willacy                                                    | Raymondville            | 46,73  | 75,20  | 47                            | FM 3168 (en)                                                                                         | |
| Willacy                                                    | Raymondville            | 47,79  | 76,92  | 48                            | SH 186 (en) – Raymondville, Port Mansfield                                                           | |
| Willacy                                                    |                         | 49,32  | 79,38  | 49                            | FM 1762 (en) / Conley Road                                                                           | Pas de sortie directe direction nord (via sortie 51)                                                     |
| Willacy                                                    |                         | 51,01  | 82,09  | 51                            | US 77 Bus. sud – Raymondville                                                                        | |
| Willacy                                                    | 51,71                   | 83,22  |        | 51                            | US 77 Bus. sud – Raymondville                                                                        | |
| Willacy                                                    |                         | 52,67  | 84,76  | 52                            | Frontage Road                                                                                        | Sortie direction nord, entrée direction sud                                                              |
| Willacy                                                    |                         |        |        | 54                            | Yturria County Road, H Yturria, La Chata North Gate                                                  | |
| Limite Willacy–Kenedy                                      |                         |        |        | 56                            | Thomas Ranch Road, H Yturria, Punta del Monte                                                        | |
| Segment manquant; US 77 nord pour relier les deux segments |                         |        |        |                               | | |
| Kleberg                                                    | Kingsville              |        |        | 116                           | US 77 Bus. nord                                                                                      | |
| Kleberg                                                    | Kingsville              |        |        | 118                           | FM 1717 (en) est                                                                                     | |
| Kleberg                                                    | Kingsville              |        |        | 119                           | FM 1356 (en) (General Cavazos Boulevard)                                                             | Pas d'entrée en direction du nord                                                                        |
| Kleberg                                                    | Kingsville              |        |        | 120A                          | FM 425 (en) (Senator Carlos Truan Boulevard) / Caesar Avenue                                         | |
| Kleberg                                                    | Kingsville              |        |        | 120B                          | SH 141 (en) (King Avenue) / Kenedy Avenue / Caesar Avenue                                            | |
| Kleberg                                                    | Kingsville              |        |        | 122                           | FM 1898 (en) (Corral Avenue) / FM 2045 (en) (Santa Gertudis Avenue)                                  | |
| Kleberg                                                    |                         |        |        | 123                           | Sage Road                                                                                            | Sortie direction sud seulement                                                                           |
| Kleberg                                                    |                         |        |        | 124                           | Embarque                                                                                             | |
| Nueces                                                     |                         |        |        | 125                           | County Road 4                                                                                        | Sortie direction nord, entrée direction sud                                                              |
| Nueces                                                     | Bishop                  |        |        | 126                           | FM 257 (en) – Bishop                                                                                 | |
| Nueces                                                     | Bishop                  |        |        | 127                           | FM 70 (en) – Chapman Ranch, Agua Dulce                                                               | |
| Nueces                                                     |                         |        |        | 129                           | US 77 Bus. / County Road 10                                                                          | |
| Nueces                                                     |                         |        |        | 130                           | FM 3354 (en) / County Road 12 – Aéroport de Bishop                                                   | |
| Nueces                                                     |                         |        |        | 132                           | US 77 Bus. – Driscoll                                                                                | Sortie direction nord, entrée direction sud                                                              |
| Nueces                                                     | Driscoll                |        |        | 134                           | FM 665 (en)                                                                                          | |
| Nueces                                                     |                         |        |        | 136                           | US 77 Bus. – Driscoll                                                                                | Sortie direction sud, entrée direction nord                                                              |
| Nueces                                                     | La Paloma-Lost Creek    | 430,80 | 693,30 | 138                           | FM 2826 (en) / Conley Road                                                                           | |
| Nueces                                                     | Robstown                | 428,61 | 689,77 | 140                           | County Road 36                                                                                       | Sortie direction sud, entrée direction nord; la borne au sud de la sortie reflète le millage de la US 77 |
| Nueces                                                     | Robstown                | 141,58 | 227,85 | 140                           | County Road 36                                                                                       | Sortie direction sud, entrée direction nord; la borne au sud de la sortie reflète le millage de la US 77 |
| Nueces                                                     | Robstown                | 142,69 | 229,64 | 141                           | FM 892 (en)                                                                                          | Pas de sortie directe direction nord                                                                     |
| Nueces                                                     | Robstown                | 142,10 | 228,68 | 142 (E) 143 (O)               | SH 44 (en) – Robstown, Corpus Christi, Alice                                                         | |
| Nueces                                                     | Robstown                | 144,64 | 232,78 | 144                           | County Road 44                                                                                       | Sortie direction nord, entrée direction sud                                                              |
| Nueces                                                     |                         | 146,73 | 236,14 | 147                           | US 77 Bus. sud vers SH 44 (en) ouest / County Road 48 – Robstown, Alice                              | |
| Nueces                                                     | Corpus Christi          | 147,94 | 238,09 | 148A                          | County Road 52                                                                                       | Pas de sortie directe direction nord                                                                     |
| Nueces                                                     | Corpus Christi          | 148,43 | 238,87 | 148B                          | FM 624 (en) (Northwest Boulevard) / Leopard Street                                                   | Sortie direction sud, entrée direction nord seulement                                                    |
| Nueces                                                     | Corpus Christi          | 148,66 | 239,25 | 149A                          | I-37 sud – Corpus Christi                                                                            | Sortie 14A de l'I-37 nord                                                                                |
| Nueces                                                     | Corpus Christi          | 149,25 | 240,20 | 149B                          | Sharpsburg Road                                                                                      | Sortie direction nord seulement                                                                          |
| Nueces                                                     | Corpus Christi          | 149,39 | 240,42 | 149C                          | I-37 nord / US 77 nord – San Antonio, Victoria                                                       | Terminus nord du multiplex avec US 77; la route continue comme US 77; sortie 14 de l'I-37 sud            |
| - Terminus de multiplex - Accès incomplet                  |                         |        |        |                               | | |